# Dmitri Stratan
Dmitri Ivanovich Stratan (Leópolis, 24 de janeiro de 1975) é um ex-jogador de polo aquático russo, medalhista olímpico.

## Carreira
Dmitri Stratan fez parte do elenco medalha de prata de Sydney 2000, e bronze em Atenas 2004.